# 宇佐市立柳ヶ浦小学校
宇佐市立柳ヶ浦小学校（うさしりつ　やなぎがうらしょうがっこう）は、大分県宇佐市にある公立小学校。

## 概要
宇佐市の中央を流れる駅館川下流西岸の柳ヶ浦地区を校区とする。同地区は県下一の穀倉地帯である宇佐平野の中心に位置し、江須賀地区には田園地帯が広がる。大東亜戦争中、同地区には宇佐海軍航空隊の飛行場が設置され、戦時中は米軍による爆撃で大きな被害を受けた。柳ヶ浦小学校の東側の塀にも、当時の機銃掃射の跡が残り、当時の空襲の激しさが垣間見える。また、校区内には戦時中の戦跡が今なお多く残る。

## 沿革
- 1877年（明治10年）8月25日 - 江島・中須賀・沖ノ須・住江新田の各簡易小学校を合併して三洲小学校と改称。
- 1891年（明治24年）6月6日 - 現在地に合併を決議、この日を開校記念日と決定。
- 1915年（大正4年）3月31日 - 高等科を併設。
- 1941年（昭和16年）4月1日 - 国民学校令により柳ヶ浦町国民学校と改称。
- 1947年（昭和22年）4月1日 - 学制改革により柳ヶ浦町立柳ヶ浦小学校と改称。
- 1955年（昭和30年）4月1日 - 町村合併により長洲町立柳ヶ浦小学校と改称。
- 1967年（昭和42年）4月1日 - 宇佐町・駅川町・四日市町・長洲町が合併、市制施行により宇佐市立柳ヶ浦小学校と改称[1]。

## 校区
柳ヶ浦地区全体を校区とし、校区内の地区は以下のように分かれる。
| 地区名 | 説明                                               |
| ------ | -------------------------------------------------- |
| 1区    | 旧江島地区に相当。現江須賀。                       |
| 2区    | 旧中須賀地区に相当。現江須賀。                     |
| 3区    | 子安町、沖須町、住吉町、江須賀の一部、住江の一部。 |
| 4区    | 住江、郡中新田、高砂新田。                         |
| 5区    | 旧広末地区に相当。住江の一部、順風新田。           |
| 貴船   | 貴船町、神子山新田。                               |

## 交通
最寄駅：九州旅客鉄道（JR九州）日豊本線柳ヶ浦駅